# Čkyně
Čkyně är en ort i distriktet Prachatice i Södra Böhmen i Tjeckien. Den hade 1 560 invånare år 2015.

## Känna personer från
- Alois Zucker (1842–1906), österrikisk straffrättslärare